# King's Singers
King's Singers (kraljevi pevci) so britanska vokalna skupina, ki je leta 2008 praznovala svojo 40-letnico delovanja. Njihovo ime izhaja iz naziva slavne angleške izobraževalne ustanove King's College v Cambridgeu, kjer je leta 1968 skupino ostanovilo šest študentov zborovskega petja. Njihova popularnot je v Zduženem Kraljestvu dosegla vrhunec že leta 1970 in v zgodnjih 1980-tih letih. Nato so začeli iskati širše, mednarodno občinstvo. Danes ima ansambel približno 125 koncertnih nastopov letno, večinoma po Evropi, ZDA in na daljnjem vzhodu. 
Leta 2009 je njihova zgoščenka Simple gifts prejela nagrado grammy za najboljši album klasičnih mešanih žanrov.